# Botswana People’s Party
Botswana People’s Party (BPP; deutsch etwa: „Volkspartei von Botswana“) ist eine 1960 im damaligen Bechuanaland gegründete Partei in Botswana. Sie war stets in der Opposition und gehört seit 2014 zum Wahlbündnis Umbrella for Democratic Change (UDC).

## Geschichte
Die BPP wurde im Dezember 1960 als Bechuanaland People’s Party als zweite Partei nach der erfolglosen Bechuanaland Protectorate Federal Party gegründet. Die Initiatoren waren mit der schleppenden Arbeit des im selben Jahr gegründeten Legislative Council (LEGCO) und der fehlenden Perspektive zur Unabhängigkeit unzufrieden. Kurz zuvor hatte in Südafrika das Massaker von Sharpeville stattgefunden, das auch im benachbarten Bechuanaland zu einer Radikalisierung beitrug. Erster Präsident (president) war Phillipp Matante, Generalsekretär Motsamai Mpho, der zuvor zu den 156 Angeklagten des südafrikanischen Treason Trial  gehört hatte. Die Ausrichtung der BPP war panafrikanisch. Die BPP war die erste Partei des Landes, die eine Mobilisierung der Massen anstrebte.
Noch vor der ersten freien Wahl des damaligen britischen Protektorats 1965 zerfiel die Partei in die drei Flügel BPP (Matante), BPP (Mpho) und BPP (Motsete). Mpho gründete schließlich die Bechuanaland Independence Party, die nach der Unabhängigkeit Botswana Independence Party hieß. Die BPP gewann drei der 31 Sitze, die übrigen erhielt die konservative Botswana Democratic Party (BDP), die seit der Unabhängigkeit 1966 bis heute den Präsidenten und die Regierung stellt. Die BPP hatte ihre Hochburgen im Norden des Landes. 1966 übernahm die Botswana National Front die Rolle der größten Oppositionspartei. Die Zahl der Mandate ging kontinuierlich zurück; seit 1989 stellt die BPP keine Abgeordneten mehr. Bei der Wahl 2004 erhielt sie 1,9 % der Wählerstimmen.
2012 gehörte die BPP zu den Mitgründern des Umbrella for Democratic Change (UDM), das durch Absprachen beim Aufstellen von Wahlkreiskandidaten die absolute Mehrheit der BDP in der Nationalversammlung brechen wollte. Die BPP stellte Kandidaten in sechs Wahlkreisen im Norden, gewann aber bei der Wahl 2014 keinen einzigen Sitz.

## Struktur und Politik
Präsident ist Motlatsi Molapisi, Generalsekretär seit 2016 Onalenna Chabaya. Die BPP Youth League wird von Tumiso Chilliboy Rakgare geführt.